# Fine Line (canción)
«Fine Line» es una canción de la cantautora estadounidense Kesha de su quinto álbum de estudio, Gag Order (2023). La canción se lanzó como sencillo doble junto con «Eat the Acid» el 28 de abril de 2023, como sencillo principal, antes del lanzamiento completo del álbum el 19 de mayo de 2023. Se lanzó un video oficial con la letra el mismo día. La canción fue escrita por Kesha, su madre Pebe Sebert y Stint y producida por Rick Rubin, Stuart Crichton y Jason Lader. Se lanzó un visualizador el 3 de mayo de 2023.

## Composición
La canción dura 3 minutos y 26 segundos y alude a la batalla legal de Kesha con su ex productor, Dr. Luke. La cantante usa juegos de palabras y se desahoga únicamente sobre sus emociones sobre la demanda, pero no se refiere directamente a ella. Ella hace referencia al título de su álbum con letras: "Todos los médicos y abogados me cortaron la lengua de la boca". Kesha también habla sobre los abusos que ha sufrido en la industria de la música y lanza una advertencia: "Aquí es donde ustedes, cabrones, me empujaron / No se sorprendan si la cosa se pone fea".

## Lanzamiento y Promoción
En los meses previos al lanzamiento de la canción, Kesha adelantó la letra de la canción en sus biografías de las redes sociales y luego reveló partes de la canción a los fanáticos en varias ocasiones. El 8 de marzo de 2023, transmitió en directo partes de varias canciones, incluida "Fine Line" en Instagram. También compartió una parte de la canción en SoundCloud desde una cuenta que luego eliminó, y finalmente eliminó la canción en las semanas previas al anuncio oficial de su álbum.

## Actuaciones en directo
Kesha interpretó una versión acústica de "Fine Line" que se incluyó en su EP, Gag Order (EP acústico en vivo desde el espacio).

## Historial de lanzamientos
| Región | Fecha               | Formato          | Discográfica     |
| ------ | ------------------- | ---------------- | ---------------- |
| Varias | 28 de abril de 2023 | Descarga digital | Kemosabe Records |